# Rejsetiden for tog i Danmark
Rejsetiden for tog i Danmark er en såvel historisk som aktuel oversigt over rejsetiden for tog på udvalgte jernbanestrækninger i Danmark. Rejsetiden - der er angivet i timer og minutter - er opgjort ud fra den hurtigste rejsetid angivet i køreplanen fra 2013 og frem. Enkelte destinationer i Tyskland og Skåne er medtaget i det omfang, de indgår som en integreret del af den danske trafik. I 2015 reduceredes rejsetiden mellem København, Holbæk og Kalundborg som følge af, at Nordvestbanen var udbygget og opgraderet mellem Roskilde og Holbæk. 
Ifølge Banedanmark er det muligt at reducere rejsetiden på en række regionalbaner i forbindelse med signalprogrammet i 2017-2021. Rejsetiden mellem København og Odense forventes reduceret ultimo 2018, når den nye jernbane fra København via Køge til Ringsted er færdig, og strækningen mellem Ringsted og Odense opgraderes til 200 km/t. Endvidere reduceres rejsetiden mellem København, Sydsjælland, Lolland, Falster og Hamborg, når Femern-forbindelsen åbner, og Sydbanen er opgraderet til 200 km/t. Herudover reduceres rejsetiden mellem Øst- og Vestdanmark i 2020'erne, efterhånden som timemodellen mellem de fem største byer realiseres. Rejsetiden mellem de tre største byer kan reduceres yderligere, såfremt der etableres en Kattegat-forbindelse.

## 2023
- København H-Odense: 1 time og 10 minutter (ICL).
- København H-Aarhus H: 2 timer og 39 minutter (ICL+).
- København H-Esbjerg: 2 timer og 36 minutter (ICL med skift til IC i Odense).
- København H-Aalborg: 4 timer og 10 minutter (ICL).
- Helsingør-Nørreport: 40 minutter.
- København H-Køge: 26 minutter.
- København H-Malmö Central: 39 minutter.
- København H-Holbæk: 39 minutter.
- København H-Kalundborg: 1 time og 21 minutter.
- København H-Næstved: 40 minutter.
- København H-Nykøbing Falster: 1 time og 12 minutter.
- Odense-Esbjerg: 1 time og 19 minutter.
- Odense-Aarhus H: 1 time og 25 minutter (ICL+).
- Aarhus H-Aalborg: 1 time og 16 minutter.

## 2015
I 2015 var rejsetiderne i det væsentlige uændrede i forhold til 2013 og 2014 med undtagelse af Nordvestbanen, der opnåede kortere rejsetider som følge af udbygning til dobbeltspor mellem Lejre og Vipperød og hastighedsopgradering fra 120 km/t til 160 km/t mellem Roskilde og Holbæk.
Den korteste rejsetid med lyntog fra København var 1 time og 15 minutter til Odense, 2 timer og 43 minutter til Aarhus, 2 timer og 58 minutter til Esbjerg (InterCity) og 4 timer og 19 minutter til Aalborg.
Andre større rejserelationer havde følgende korteste rejsetider:
- Helsingør-Nørreport: 40 minutter.
- København H-Malmö Central: 35 minutter.
- København H-Holbæk: 42 minutter.
- København H-Kalundborg: 1 time og 19 minutter.
- København H-Næstved: 46 minutter.
- København H-Nykøbing Falster: 1 time og 24 minutter.
- Odense-Esbjerg: 1 time og 19 minutter.
- Odense-Aarhus H: 1 time og 32 minutter.
- Aarhus H-Aalborg: 1 time og 21 minutter.

## 2013
I 2013 var den korteste rejsetid med lyntog fra København 1 time og 15 minutter til Odense, 2 timer og 43 minutter til Aarhus, 2 timer og 58 minutter til Esbjerg (InterCity) og 4 timer og 19 minutter til Aalborg.
Andre større rejserelationer havde følgende korteste rejsetider:
- Helsingør-Nørreport: 40 minutter.
- København H-Malmö Central: 35 minutter.
- København H-Holbæk: 49 minutter.
- København H-Kalundborg: 1 time og 26 minutter.
- København H-Næstved: 46 minutter.
- København H-Nykøbing F: 1 time og 24 minutter.
- Odense-Esbjerg: 1 timer og 19 minutter.
- Odense-Aarhus H: 1 time og 32 minutter.
- Aarhus H-Aalborg: 1 time og 21 minutter.

I 2014 var rejsetiderne i det væsentlige uændrede i forhold til 2013.

## Rejsetiden i fremtiden

### Signalprogrammet (2017-2021)
Ifølge Banedanmark er det muligt at reducere rejsetiden på en række regionalbaner, når signalprogrammet udrulles i 2017-2021.
|            | Holbæk | København H |
| ---------- | ------ | ----------- |
| Kalundborg | 0:22   | 1:10        |

### København-Køge-Ringsted banen (2018)
Når den nye jernbane fra København via Køge til Ringsted åbner i 2018, og strækningen mellem Ringsted og Odense opgraderes til 200 km/t, forventes følgende rejsetid: 
|        | København H | Ringsted |
| ------ | ----------- | -------- |
| Odense | 1:00        | 0:40     |

### Metrocityringen (2019)
Når Cityringen i København åbner i juli 2019 forventes følgende rejsetider (eksempler):
- København H-Frederiksberg: 4 minutter
- Rådhuspladsen-Trianglen: 7 minutter

### Femern-forbindelsen (2026)
Når den faste forbindelse over Femern Bælt åbner tidligst i 2026, og Sydbanen opgraderes til 200 km/t, forventes følgende rejsetider: 
|             | Hamborg | Nykøbing F |
| ----------- | ------- | ---------- |
| København H | 3:00    | 1:00       |

### Timemodellen (2025)
Når timemodellen er realiseret i 2025, forventes følgende rejsetider:
|             | Esbjerg | Odense | Aalborg | Aarhus |
| ----------- | ------- | ------ | ------- | ------ |
| København H | 2:00    | 1:00   | 3:00    | 2:00   |

### Kattegat-forbindelsen (tidligst 2030)
Såfremt der etableres en fast forbindelse over Kattegat, forventes følgende rejsetider:
|             | Esbjerg | Odense | Aalborg | Aarhus |
| ----------- | ------- | ------ | ------- | ------ |
| København H | 2:00    | 1:00   | 2:00    | 1:00   |